# René-Maurice Gattefossé
 (juin 2021).
- Si vous ne connaissez pas le sujet, laissez ce bandeau (vous pouvez alors contacter les auteurs).
- Si vous supprimez le contenu mis en cause (vous pouvez préalablement contacter les auteurs),

argumentez précisément cette suppression dans la page de discussion
(un manque de référence n'est pas un argument ; une recherche réelle de référence doit avoir été effectuée, être formellement documentée).
René-Maurice Gattefossé (né le 19 décembre 1881 à Montchat, quartier de Lyon 3e, et mort le 21 avril 1950 à Casablanca) est considéré comme un des pères fondateurs de l'aromathérapie contemporaine,. Il est également l'inventeur du mot « aromathérapie ».
Ingénieur chimiste de formation, il a dirigé les Établissements Gattefossé pendant la première moitié du XXe siècle. Délaissant progressivement la parfumerie, son métier d’origine, il a réorienté l’entreprise vers les secteurs de la dermatologie et de la cosmétologie. La recherche touchant l’aromathérapie a été menée parallèlement à ses activités industrielles.

## Biographie
René-Maurice Gattefossé naît en 1881 à Montchat (Lyon). C’est le troisième enfant d’une famille qui en comptera cinq. Il baigne dès son plus jeune âge dans le monde des parfums : son père Louis, fondateur des Établissements Gattefossé en 1880, est représentant de sociétés étrangères fabriquant des huiles essentielles, des huiles de vaseline, des produits de droguerie, des matières premières pour la parfumerie.
Il suit des études d’ingénieur chimiste à l'université de Lyon et, très vite, intègre l'entreprise familiale. Tandis que son grand frère Abel est chargé du commerce et de l'administratif, René-Maurice s'occupe de la recherche sur les essences et les parfums (il travaille activement au développement et à la stabilisation des parfums de synthèse). Il publie en 1906 le Guide pratique et formulaire du parfumeur moderne, de nombreuses fois réédité. Ce succès, suivi bientôt d’autres publications, confère à l’entreprise Gattefossé un réel ascendant scientifique sur le secteur[réf. nécessaire].
En 1907, Louis Gattefossé se retire des affaires. René-Maurice, âgé de 26 ans, et Abel s’associent alors avec leur mère et créent une société en nom collectif : « Gattefossé & Fils ».
Cette même année, R.-M. G. entame, à la demande du président des Syndicats agricoles du Sud-Est, une campagne de conférences en Haute-Provence pour valoriser la culture de la lavande et organiser de manière rationnelles plantations et distilleries. À cette époque et sur cette terre ingrate, la cueillette de la lavande sauvage permet à peine aux lavandiers de subvenir aux besoins de la vie quotidienne. Cette campagne est un succès remarquable : à la veille de la guerre, les cours se sont élevés de 15 à 48 francs le kilogramme, et la production s’est accrue dans les mêmes proportions. C’est au cœur de cette culture traditionnelle que R.-M. G. découvre les propriétés thérapeutique des essences[réf. nécessaire].
En 1908, R.-M. G. et ses frères créent La Parfumerie Moderne, revue européenne de parfumerie. Elle a pour objectif de soutenir les intérêts de la parfumerie française en s’adressant à tous ceux qui la font : lavandiers, mais aussi grands industriels de Grasse, ingénieurs agronomes, fabricants d’appareils. Les campagnes menées en faveur de la lavandiculture alimentent les premières rubriques et permettent de faire connaître les productions des Établissements Gattefossé.

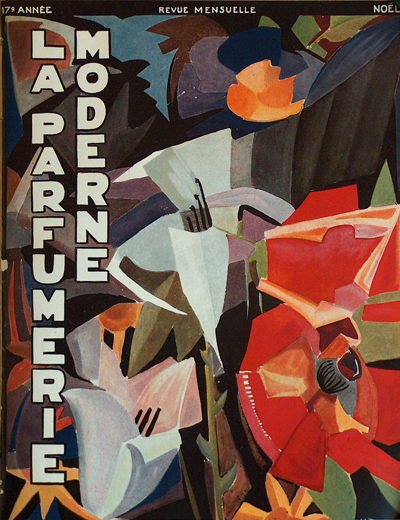
Couverture d'un numéro de la Parfumerie moderne, 1924

En 1910, le jour de la naissance de son fils Henri-Marcel, R.-M. G. est victime d’une explosion dans le laboratoire de l’entreprise. Très gravement brûlé, et soigné selon les moyens de la médecine contemporaine, il est bientôt atteint de gangrène gazeuse. En dernier recours, retirant ses bandages, il applique sur ses plaies infectées de l’huile essentielle de lavande. Les résultats sont stupéfiants ; ils achèvent de confirmer son intuition : l’essence de lavande possède de réelles propriétés antiseptiques et cicatrisantes…[réf. nécessaire]
Durant la Première Guerre mondiale, R.-M. G., engagé volontaire malgré sa myopie, est affecté au  109e Régiment Territoriale d’Infanterie comme motocycliste. Blessé en 1915, il est envoyé à la poudrerie de Feyzin en tant qu’ingénieur chimiste. Ses deux frères, Abel et Robert, meurent lors du conflit.
Pendant l’épidémie de grippe espagnole, en 1918, R.-M. G. expérimente dans les hôpitaux un désinfectant aromatique de sa fabrication : le Salvol, pulvérisation d’un mélange d’huiles essentielles. 

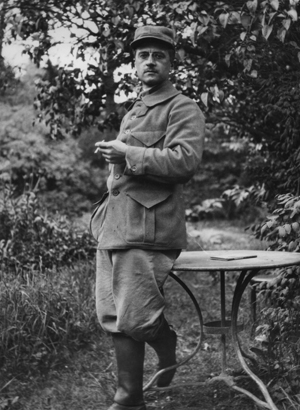
Gattefossé en 1915.

En 1919, son père et ses deux frères associés étant morts, R.-M. G. se retrouve seul à la tête de l’entreprise. Il crée alors, avec des associés lyonnais industriels, la Société Française de Produits Aromatiques, anciennement Établissements Gattefossé & Fils. L’entreprise s’installe dans de vastes locaux, à Crémieux. Initialement, R.-M. G. ne détient que 8 % du capital, mais il assure la direction générale de l’entreprise. Il en diversifie les activités, et de nouvelles gammes de produits sont créées : parfums de synthèse, insecticides, pansements vétérinaires, compositions pour les soins hygiéniques de la peau – en 1930, le catalogue de la SFPA compte 647 références… Malheureusement, les succès sont ponctuels et les résultats généraux en demi-teinte. Au fond, l’entreprise n’a pas les moyens de cette diversification et ne peut se doter des budgets publicitaires requis par ces produits grand public.

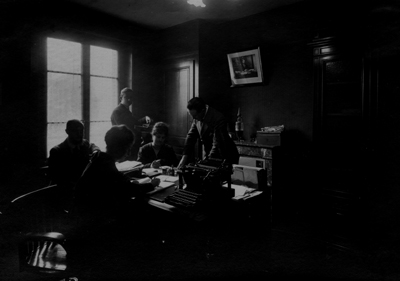
Bureaux de l'entreprise Gattefossé, 1919

L’expérience est vaine et épuisante, et dès 1928, il envisage la restructuration de l’entreprise, sur une assise plus modeste : « l’argent ne doit pas être un maître, mais un serviteur » répète-t-il. Ce que R.-M. G. perd en puissance industrielle, il le gagne en liberté de décision et en temps consacré à ses quêtes personnelles. En 1930, le capital redevient strictement familial. Pour rembourser une partie des actions, l’usine quitte les vastes terrains de Villeurbanne et déménage à Montchat.
Parallèlement à la gestion de l’entreprise, R.-M. G. multiplie les articles et ouvrages consacrés à la thérapeutique par les huiles essentielles. Il s'attire la collaboration du docteur Meurisse, qui a publié Thérapeutique par les huiles essentielles en 1919, puis celles du docteur Jean Marchand, du docteur Tamisier et du docteur Douly.
Les problèmes économiques et sociaux l’intéressent également. R.-M. G. croit en l’action concertée, à l’agrégation des bonnes volontés.
La campagne menée dans la Parfumerie Moderne en faveur de la lavandiculture française n’a pas simplement été une réussite. Elle a aussi révélé un esprit résolument social et paternaliste. Dès la fin de la Première Guerre mondiale, R.-M. G. occupe dans l’industrie lyonnaise une place importante[réf. nécessaire]. Il participe activement à la fondation de l’Association Industrielle Commerciale et Agricole (AICA), dont il assumera la vice-présidence pendant 27 ans, puis la présidence, à partir de 1945. 
Gattefossé est aussi, dans le désordre, président du Syndicat des Lavandes françaises, membre fondateur du Comité de la Foire de Lyon et du Rotary Club[réf. nécessaire], vice-président de la chambre syndicale de la parfumerie du Rhône, directeur de l’atelier école d’aveugles Galiéni, inspecteur régional de l’enseignement technique, membre de l’association archéologique Rodhania et de la Société de Pathologie comparée, candidat à la mairie de Saint-Rémy-de-Provence, etc.
En 1932, Henri-Marcel, fils de R.-M. G., ingénieur chimiste, fait son entrée dans l’entreprise. Il noue des relations avec des médecins lyonnais, le Dr Jonquières et le Dr Jean Gaté. C’est le début d’une collaboration durable qui influencera les orientations futures de la SFPA : la dermopharmacie se profile, et la galénique s’engage vers les formes émulsionnées.
Quelques années plus tard, R.-M. G. est rejoint par Émile Mahler, son gendre, diplômé de l’Institut de chimie de Paris. Émile est chargé de la Recherche.
En 1937, R.-M. G. publie Aromathérapie. Ce livre rassemble ses publications précédentes consacrées à la thérapeutique par les huiles essentielles et fait part des observations cliniques effectuées entre-temps en milieu hospitalier, notamment par les docteurs Jonquières et Gaté.
La seconde édition de l’Aromathérapie est entamée en 1942 mais ne sera jamais publiée : le développement contemporain des antibiotiques paraît condamner l’ouvrage[réf. nécessaire].
Dans les années 1940, il travaille, en collaboration avec le Dr Jos Jullien, sur la composition physico-chimique des eaux thermales et leurs actions sur la peau,.
Parallèlement, il poursuit la rédaction de plusieurs romans historiques ou philosophiques (Marthe la Salyenne, Les Sages écritures, Paradis Société Anonyme, La République des Anges). Le paysage provençal –il a acquis au début de la guerre le mas Bellile- semble inspirer ses réflexions sur l’histoire, l’origine des civilisations et les écritures.
Après le conflit, il publie de nouveaux ouvrages sur la cosmétique et l’esthétique dermatologique, fruits de la collaboration avec son fils Henri-Marcel et le Dr Jonquières.
La Parfumerie Moderne, qui avait cessé de paraître pendant la guerre, reprend en 1947, sous forme de fascicules spécialisés. Les sujets cosmétiques sont désormais plus nombreux que ceux traitant de la parfumerie. 

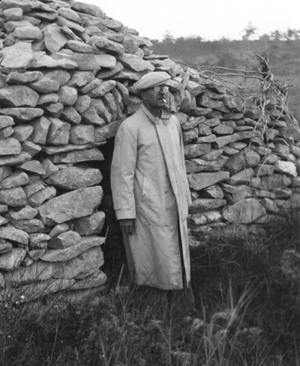

En 1950, R.-M. G. publie Formulaire de Parfumerie et de Cosmétologie. C’est son dernier ouvrage. Il meurt subitement à Casablanca au Maroc, alors qu’il rendait visite à son jeune frère Jean, botaniste.
Après sa mort, Henri-Marcel et son gendre Émile Mahler se partageront les responsabilités au sein de l'entreprise : le premier prenant en charge la recherche vétérinaire et le second la recherche dermatologique.
Actuellement, l’entreprise Gattefossé poursuit ses activités (le capital est toujours familial). Elle est spécialisée dans la fourniture d’excipients pour l’industrie pharmaceutique et cosmétique.

## Aromathérapie
Branche de la médecine qui consiste à traiter les maladies par les huiles essentielles[source insuffisante], l'aromathérapie n'a pas été « inventée » ex nihilo par René-Maurice Gattefossé[réf. nécessaire].
On date généralement la création de ce néologisme à la parution de l’ouvrage Aromathérapie - Les Huiles essentielles - hormones végétales, en 1937. Or, une étude dans le fonds d'archives Gattefossé a permis de préciser que la trouvaille est légèrement antérieure. En effet, dans le premier manuscrit préparatoire, daté février 1935, le terme n'apparaissait pas encore. Sa première occurrence « publique » date du numéro de décembre 1935 de la « Parfumerie Moderne ». « Aromathérapie » nomma alors une rubrique dans laquelle R.-M. G. publia, tout au long de l'année 1936, des extraits remaniés de ce manuscrit encore inédit. « Aromathérapie » donna ensuite logiquement son nom à l'ouvrage de synthèse paru l'année suivante. 
Extrait bibliographique :

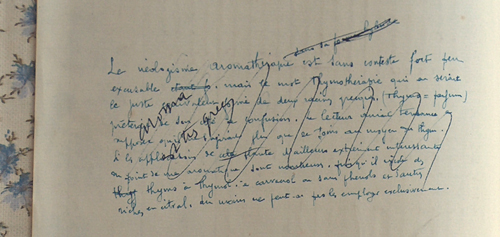
Notation dans le manuscrit de la seconde édition de l’Aromathérapie, revenant sur la création du néologisme.

- « Culture et Industrie des plantes aromatiques et plantes médicales de montagne », 1917, en collaboration avec Lamothe.
- « Propriétés bactéricides de quelques huiles essentielles », 1919.
- « Le rôle physiologique des parfums », 1924, en collaboration avec Tamisier.
- « Actions physiologiques des solutions aromatiques », 1925, en collaboration avec Douly.
- « Valeur thérapeutique de l’essence de lavande », 1926.
- « Les Essences en thérapeutique », 1926.
- « Cicatrisation rapide des plaies par les huiles essentielles », 1927.
- « Emploi thérapeutique de l’essence de lavande », 1932.
- « L’essence de pin et ses propriétés bactéricides », 1932.

## Œuvres
- R.M. Gattefossé « Formulaire de parfumerie et de cosmétique » La Parfumerie moderne, Lyon, 1912
- R.M. Gattefossé et Lamotte, Culture et industrie des plantes aromatiques, Lyon, 1917
- R.M. Gattefossé, chimiste, Agenda du chimiste-parfumeur suivi de la teinture des cheveux par A. Chaplet, éditions scientifiques françaises, Paris, 1918
- R.M. Gattefossé « Propriétés bactéricides de quelques huiles essentielles » La Parfumerie moderne, 1919, 152
- R.M. Gattefossé, Formulaire de savonnerie et de parfumerie, éd. Pierre Argence, Lyon, 1923
- R.M. Gattefossé et J. Tamisier, Rôle physiologique des parfums, Legendre, Lyon, 1924
- R.M. Gattefossé « Relations entre les fonctions chimiques et les propriétés physiologiques de corps odorants » Chimie et Industrie, mai 1924
- R.M. Gattefossé et Douly « Action physiologique des solutions aromatiques » Chimie et Industrie, septembre 1925
- R.M. Gattefossé « Valeur thérapeutique de l'essence de lavande » La Parfumerie moderne, 1926, 152
- R.M. Gattefossé « Les essences en thérapeutique » La Parfumerie moderne, 1926, 229
- R.M. Gattefossé, Distillation des Plantes Aromatiques et des Parfums, éd. Librairie centrale des sciences, 1926
- R.M. Gattefossé, Nouveaux parfums synthétiques, éd. Librairie centre des Sc. Desforges, éd. Girardot et cie, 1927
- R.M. Gattefossé « Cicatrisation rapide des plaies par les huiles essentielles » La Parfumerie Moderne, 1927, 12
- R.M. Gattefossé, Formulaire du chimiste-parfumeur et du savonnier, éd. Librairie centrale des Sc. Desforges Girardot, 1932
- R.M. Gattefossé, Usi terapeutici dell'essenza di bergamotto, Rome, 1932
- R.M. Gattefossé « Emplois des huiles essentielles comme bactéricides » La Parfumerie Moderne, 1932, 533
- R.M. Gattefossé « Rôle antiseptique de la lavande » La Parfumerie Moderne, 1932, 26, 543-553
- R.M. Gattefossé « La lavande en thérapeutique » La Parfumerie Moderne, 1932, 441
- R.M. Gattefossé « Les emplois thérapeutiques de l'essence de lavande » La Parfumerie Moderne, 1932, 26, 533
- R.M. Gattefossé « L'essence de Pin et ses propriétés bactéricides » La Parfumerie Moderne, 1932, 559
- R.M. Gattefossé « Les désinfectants à base d'huile de pin » Bull. de l'Institut du pin, 1935, 162
- R.M. Gattefossé « Le pouvoir antiseptique du terpophène » La Parfumerie Moderne, mai 1933
- R.M. Gattefossé, Produits de beauté, éd. Girardot, 1936
- R.M. Gattefossé, Aromathérapie – les huiles essentielles hormones végétales, éd. Librairie des sciences Girardot, 1937
- R.M. Gattefossé, Formulaire de parfumerie et de cosmétologie, éd. Librairie des Sc. Girardot, 1950 (premières éditions en 1911 et 1920)
- R.M. Gattefossé, Produits de beauté, éd. Girardot, 1936
- R.M. Gattefossé, Antiseptiques essentiels, éd. Girardot, 1938
- (it) R.M. Gattefossé, Cosmetica Moderna - Prodotti Di Bellezza, Hoepli, 1945
- (en) R.M. Gattefossé, Aromatherapy, éd. C.W. Daniel Company, 1993 (traduit de l'original du texte français 1937)  (ISBN 0-85207-236-8)